# Чжоу Сян
Чжоу Сян (кит.: 周湘; 1871–1933) — китайський художник часів занепаду династії Цін й початку Китайської республіки. Один з засновників китайського олійного живопису та сучасної художньої освіти в Китаї.

## Життєпис
Народився 1871 року в місті Хуанду, поблизу Шанхаю. Навчився олійного живопису в Шанхайській майстерні малювання затоки Тушань, яку створили європейські місіонери. Навчався також у Ян Боруна, Цянь Хуйаня, Ху Бішаня. Своїми картинами привернув увагу імператорського двору. Затоваришував з реформаторами Кан Ювеєм і Лян Цічао.Брав участьу с кладанні проєктівзаконівзреформування навчання.
1898 року після провалу реформ імператора Гуансюя втік до Японії. Тут заробляв на життя в Токіо та Нагасакі рубанням м'яса тюленів. Пізніше служив урядовим секретарем в Великій Британії та Франції. Також ознайомився з деякими іспанськими та німецькими художниками, побачив багато європейських шедеврів.
У 1907 році разом з дружиною Сунь Цзінь'ань повернувся до Китаю, де відкрив заочну школу китайського та західного живопису. 1910 року заснував Шанхайську інститут олійного живопису (тепер Інститут олійного живопису і скульптури). 1911 року в Шанхаї заснував курси живопису (в подальшому відомі як Китайський коледж художнього живопису), де навчалися майбутні відомі митці Лю Хайсу, Чень Баоі, Чжан Мейсунь. 1918 року заснував Інститут декоративного живопису.
Крім того спільно з колегами Фен Цзикаєм та Оуян Юцяном почав видавати журнал «Художня освіта», що став першим з питань мистецької освіти в Китаї. Згодом викладаввУніверситеті СВ. Іоанна в Шанхаї. На старості життя жив сутужно, лише завдяки підтримці колишніх студентів. Помер 1933 року.

## Творчість
Добре володів олійним живописом, аквареллю та пейзажним живописом тушшю. На жаль, більшість його творів втрачено. Серед небагатьох творів, які досі збереглися, видатними є «Акварельні картини двадцяти чотирьох синівських зразків» (1918 рік). В них помітний значний вплив художників епохи Відродження. Також видав у 4 томах «Книги про пейзажний живопис Чжоу Сяна».